# Jewhen Chołoniuk
Jewhen Borysowycz Chołoniuk ukr. Євген Борисович Холонюк (ur. 12 lipca 1990 w Kijowie) – ukraiński łyżwiarz figurowy, startujący w parach tanecznych. Uczestnik mistrzostw świata juniorów, medalista zawodów z cyklu Junior Grand Prix oraz brązowy medalista mistrzostw Niemiec (2013). Po zakończeniu kariery w 2013 roku został trenerem łyżwiarstwa w Kijowie.

## Osiągnięcia

### Z Kavitą Lorenz (Niemcy)
| Mistrzostwa Niemiec | 3 |

### Z Mariją Nosulą (Ukraina)
| Mistrzostwa świata juniorów |    |     | 19 | 8 |
| JGP Finał                   |    |     |    | 5 |
| JGP w Austrii               |    |     | 5  | 3 |
| JGP w Białorusi             | 8  |     |    |   |
| JGP na Łotwie               |    |     |    | 1 |
| JGP w Niemczech             |    |     | 10 |   |
| JGP we Włoszech             | 11 |     |    |   |
| Ice Challenge               |    | 2 J |    |   |
| Tirnavia Ice Cup            |    | 2 J |    |   |